# Campomanesia reitziana
Campomanesia reitziana är en myrtenväxtart som beskrevs av Carlos Maria Diego Enrique Legrand. Campomanesia reitziana ingår i släktet Campomanesia och familjen myrtenväxter. IUCN kategoriserar arten globalt som nära hotad. Inga underarter finns listade i Catalogue of Life.